# Joseph Phuong Nguyen

Wappen von Joseph Phuong Nguyen

Joseph Phuong Nguyen (* 25. März 1957 in Vietnam) ist ein römisch-katholischer Geistlicher und Bischof von Kamloops in Kanada.

## Leben
Joseph Nguyen empfing am 30. Mai 1992 das Sakrament der Priesterweihe für das Erzbistum Vancouver.
Am 1. Juni 2016 ernannte ihn Papst Franziskus zum Bischof von Kamloops. Der Erzbischof von Vancouver, John Michael Miller, spendete ihm am 25. August desselben Jahres die Bischofsweihe. Mitkonsekratoren waren der Bischof von Prince George, Stephen Arthur Jensen, und sein Amtsvorgänger David Monroe.